# 伊雲谷數位科技
伊雲谷數位科技股份有限公司（eCloudvalley Digital Technology Co., Ltd.），簡稱為伊雲谷，為雲端技術服務提供商。於2013年成立，2017年成為AWS大中華區核心級服務合作夥伴（AWS Premier Tier Services Partner），對B2B企業提供雲端技術諮詢、企業巨量資料分析、人工智慧應用等雲端加值服務。。伊雲谷於2018年在台灣登錄興櫃，2022年登錄上市交易，股票代號（6689），成為亞洲第一檔「雲端數位管理服務公司」。
伊雲谷2021全年合併營收突破新台幣 100 億元。

## 伊雲谷沿革
伊雲谷於2013年成立，主要業務為販售西部数据企業級硬碟，自2014年起投入AWS開啟雲端事業部，發展至2017年成為AWS核心級服務合作夥伴，並提供維運、搬遷等各類雲端解決方案伊雲谷逐步從雲端代管服務商，轉型為企業數位轉型的全方位應用服務商。

## 外部連結
- 官方網站 （页面存档备份，存于）
- eCloudvalley Facebook （页面存档备份，存于）
- eCloudvalley Taiwan Facebook
- eCloudvalley LinkedIn
- eCloudvalley Taiwan LinkedIn （页面存档备份，存于）